# جووانی سولسیس
جووانی سولسیس (انگلیسی: Giovanni Sulcis؛ زادهٔ ۱۷ ژوئن ۱۹۷۵) بازیکن فوتبال اهل ایتالیا است.
از باشگاه‌هایی که در آن بازی کرده‌است می‌توان به باشگاه فوتبال کالیاری، باشگاه فوتبال پروجا، و باشگاه فوتبال کیه‌وو ورونا اشاره کرد.